# Speocera fagei
Espèce
Synonymes
- Theotima fagei Berland, 1914

Speocera fagei est une espèce d'araignées aranéomorphes de la famille des Ochyroceratidae.

## Distribution
Cette espèce est endémique du Kenya.

## Publication originale
- Berland, 1914 : Araneae (1re partie). Voyage de Ch. Alluaud et R. Jeannel en Afrique oriental (1911-1912): Résultats scientifiques. Paris, vol. 3, p. 37-94.